# Dogville
Dogville ist ein in minimalistischer Theaterdekoration gedrehter Spielfilm von Lars von Trier aus dem Jahr 2003. Die Handlung dreht sich um die Einwohner eines Dorfs, in dem eine flüchtende Frau (Nicole Kidman) Unterschlupf findet und als Gegenleistung verschiedene Dienste anbietet. Die Frau wird jedoch zunehmend ausgenutzt und erniedrigt, wofür sie die Einwohner schließlich bestraft.
Das Filmdrama ist der erste Teil der USA-Trilogie von Von Trier, die mit Manderlay (2005) fortgesetzt wurde und mit dem ursprünglich für 2009 geplanten, aber noch nicht realisierten Film Washington abgeschlossen werden soll.

## Handlung
Dogville, ein abgelegenes Dorf in den Rocky Mountains, zur Zeit der Großen Depression. Der Hobbyschriftsteller Tom Edison, einer der Einwohner, will am kommenden Tag vor den anderen einen Vortrag zur Stärkung der Moral halten. Ihm fehlt noch die passende Illustration für seine These, dass die Menschen Probleme im Umgang mit Geschenken hätten. Da taucht eine junge Frau im Dorf auf und Tom versteckt sie. Es ist Grace, die von Gangstern verfolgt wird. Diese versprechen Tom eine Belohnung, wenn er Grace findet und ausliefert. Grace wird zu Toms Illustration. Nach einer Abstimmung geben die skeptischen Einwohner Grace zwei Wochen Zeit, sich in Dogville zu bewähren. Auf Toms Anregung hin gewinnt Grace durch Hilfsdienste das Wohlwollen der Gemeinschaft und darf bleiben. Auch ein kleines Einkommen wird ihr zugestanden. Am Nationalfeiertag gesteht Tom Grace seine Liebe.
Die Polizei taucht mit einem Fahndungsplakat auf, für die Ergreifung von Grace wird eine Belohnung ausgeschrieben. Die Einwohner von Dogville halten sie zwar für unschuldig, doch da die Beherbergung einer polizeilich Gesuchten riskant sei, überredet Tom Grace dazu, als Gegenleistung einfach mehr zu arbeiten. Die Stimmung in Dogville kippt allmählich gegen Grace, die wegen der höheren Belastungen Fehler bei der Arbeit macht. Die Männer werden zudringlich, die Frauen aggressiv. Schließlich wird Grace von Chuck, einem vermeintlich treuen Familienvater, vergewaltigt.
Mit Toms Hilfe schmiedet Grace einen Fluchtplan. Ben soll sie heimlich aus dem Dorf bringen. Doch auch Ben vergeht sich an Grace und bringt sie nicht aus dem Dorf. Da eine Flucht verhindert werden soll, wird Grace angekettet. Sie wird zur Sklavin, muss weiterhin arbeiten und wird nun von den Männern regelmäßig sexuell missbraucht. Auf Toms Drängen hin versucht Grace bei der Einwohnerversammlung für sich eine menschenwürdige Behandlung zu erwirken. Doch die Einwohner wollen sie nicht länger dulden. Tom versichert Grace seine Abkehr von Dogville. Sie führt ihm jedoch die Verlogenheit seiner Motive vor Augen. Daraufhin ruft er die Gangster an.
Als diese kommen, stellt sich heraus, dass Grace die Tochter des Bandenchefs ist. Sie bittet zunächst ihren Vater um Gnade für die Bewohner Dogvilles; er wirft ihr Arroganz vor, weil sie diese nicht nach den moralisch-ethischen Standards beurteile, die sie an sich selbst anlegen würde. Im Mondlicht sieht Grace die Menschen plötzlich wie entblößt. Sie gibt die Anweisung, alle zu töten. Dogville wird ausgelöscht und niedergebrannt. Als letzter bleibt Tom übrig, den Grace eigenhändig erschießt.

## Inhaltsangabe nach Kapiteln

### Prolog
(der uns die Stadt und ihre Bewohner vorstellt)
Man sieht die „Stadt“ senkrecht von oben in einer Vogelperspektive. Die Straßen sind nur aufgemalt und die Häuser werden nur durch minimale Kulissen angedeutet. Die Kamera fährt nach unten. Tom und die anderen Dorfbewohner werden vorgestellt.

### Erstes Kapitel
In welchem Tom Schüsse hört und Grace kennenlernt
Grace flüchtet vor Gangstern und trifft Tom, der ihr versichert, dass sie nicht durch die Berge kommen werde. Er versteckt sie vorerst in einer Mine.
Tom entscheidet, das „Geschenk“ mit zur nächsten Versammlung zu nehmen, da ihm sowieso noch kein Konzept für dieselbe eingefallen war. Als die Stadtbewohner skeptisch bleiben, ob sie Grace aufnehmen sollen, schlägt Tom vor, sie beweisen zu lassen, dass sie ein guter Mensch sei. Eine zweiwöchige Bewährungsphase für Grace wird vereinbart, während der sie den anderen zur Hand gehen soll; sollte dann auch nur ein Einziger gegen sie stimmen, müsste sie das Dorf sofort verlassen.

### Zweites Kapitel
In welchem Grace Toms Plan befolgt und sich auf körperliche Arbeit einlässt
Obwohl zunächst niemand Grace Arbeit geben will, bekommt sie schließlich die Aufgabe, die Stachelbeersträucher vom Unrat zu befreien. Dann bekommt sie weitere Dienste aufgetragen: dem einsamen blinden Jack McCay (Ben Gazzara) Gesellschaft zu leisten, im kleinen Laden der „Stadt“ zu helfen, auf die Kinder von Chuck (Stellan Skarsgård) und Vera (Patricia Clarkson) aufzupassen und so weiter. Nach anfänglicher Reserviertheit akzeptieren die Stadtbewohner die Hilfe, die man „eigentlich nicht braucht“, aber nichtsdestoweniger das Leben angenehmer gestaltet, und sie wird Teil der Gemeinschaft.

### Drittes Kapitel
In welchem Grace sich eine fragwürdige Provokation leistet
Von Grace wird nun erwartet, ihre Aufgaben weiter zu erfüllen, was sie mit Freude tut – sie erhält auch einige kleine Aufwandsentschädigungen. Sie beginnt sogar, Freundschaften zu schließen, zum Beispiel mit Jack McKay, dem alten blinden Mann, der von sich behauptet, gar nicht blind zu sein. Grace ringt ihm mit einem Trick das Geständnis ab, doch blind zu sein – und erreicht dadurch seinen Respekt. Am Ende der zwei Wochen stimmt die Kleinstadt dafür, Grace das Bleiben zu erlauben.

### Viertes Kapitel
Glückliche Zeiten in Dogville
Als in diesem Kapitel die Polizei in der „Stadt“ erscheint, verdunkelt sich die Atmosphäre ein wenig. Sollte man nicht mit der Polizei kooperieren und Grace ausliefern?

### Fünftes Kapitel
Immerhin der Vierte Juli
Bis zu den Feierlichkeiten zum Vierten Juli läuft allerdings noch alles gut. Tom gesteht ihr seine Liebe, die Gemeinschaft bekennt, dass Dogville seit ihrer Ankunft ein besserer Ort geworden sei – bis die Polizei noch einmal erscheint und das Poster mit der Aufschrift „Missing“ durch eines mit der Aufschrift „Wanted“ (mit dem Zusatz: „wegen Bankraubs“) ersetzt. Alle sind jedoch von ihrer Unschuld überzeugt, da sie zum Zeitpunkt der angeblichen Tat gerade Arbeiten für die „Stadt“ erledigte. Aufgrund des laut Tom nun allerdings für die Gemeinschaft erhöhten Risikos (weil sie eine Gesuchte verstecken) schlägt er vor, dass Grace mehr Arbeiten erledigen solle. Trotz der Änderung der Vorzeichen von „freiwilligem Übereinkommen“ zu einem „unter Druck“ stimmt Grace, wenn auch widerwillig, aber aus Gefälligkeit gegenüber Tom zu.

### Sechstes Kapitel
In welchem Dogville die Zähne fletscht
Die Situation verschlechtert sich zusehends, weil Grace mit der gestiegenen Arbeitsbelastung Fehler macht – die wiederum auf sie zurückfallen. In Zeitlupe beginnt die Situation zu eskalieren. Die männlichen Bewohner beginnen, Grace sexuelle Avancen zu machen, die weiblichen, Grace immer stärker auszunutzen. Sogar das Verhalten der Kinder pervertiert: Jason (10 Jahre, Sohn von Chuck und Vera) fordert Grace immer wieder auf, ihm den Hintern zu versohlen, was sie nach endlosen Provokationen schließlich tut. Bald danach kommt Chuck nach Hause zurück, erpresst und vergewaltigt Grace, als es immer offensichtlicher wird, dass sie sich in keiner Weise gegen irgendeine Form von Ausbeutung zur Wehr setzen kann.

### Siebtes Kapitel
In welchem Grace endlich genug von Dogville hat, die Stadt verlässt und wieder das Tageslicht erblickt
Nachdem Tom mit ihr über Flucht gesprochen hat, wird Grace von Vera hart und öffentlich angegriffen. Sie habe ihren Sohn Jason misshandelt und ihren Mann Chuck verführt. Aus Rache zerstört Vera vor den Augen der um Gnade bittenden und weinenden Grace ihre über alles geliebten Porzellanfigürchen, die diese sich von ihrem kleinen Verdienst gekauft hatte. Grace weiß nun, dass sie die Stadt verlassen muss. Durch Toms Vermittlung soll sie von Ben, dem Frächter, in seinem Apfel-Lieferwagen mitgenommen werden – nur um am Ende auch von diesem vergewaltigt und wieder zurückgebracht zu werden. Die Bewohner beschließen, dass Grace nicht mehr entkommen dürfe – und da das Geld, mit dem Ben von Tom bezahlt worden ist, von Toms Vater stammt, wird Grace der Diebstahl angelastet. Grace wird nun auch äußerlich zur Sklavin: an ein Rad angekettet und mit einem Glöckchen um den Hals wird sie von allen männlichen Bewohnern außer Tom vergewaltigt.

### Achtes Kapitel
In welchem auf einer Versammlung die Wahrheit ausgesprochen wird und Tom geht (nur um später zurückzukommen)
In einer von Tom einberufenen nächtlichen Versammlung erzählt Grace schließlich alles, was ihr von jedem einzelnen Bewohner angetan worden ist – peinlich berührt und völlig ablehnend beschließen diese, dass sie Grace endlich loswerden müssen. Als ihr Tom dies mitteilen will (um sie zu trösten), versucht er, sich ihr sexuell zu nähern – was Grace verweigert. Tom ruft darauf die Gangster und setzt durch, dass Grace weggesperrt wird.

### Neuntes Kapitel
In welchem Dogville den lange erwarteten Besuch erhält und der Film endet
Als die Gangster schließlich eintreffen, werden sie von einem Empfangskomitee wärmstens begrüßt. Grace wird befreit und übergeben, und man erfährt, wer sie wirklich ist, die Tochter des mächtigen Gangsterbosses, die davongelaufen war, weil sie die Lebensweise ihres Vaters nicht mittragen wollte. Ihr Vater bezeichnet sie als arrogant, weil sie anderen nicht denselben moralischen Standard zugestehe, den sie von sich selbst verlange, ein Schlüsselsatz des Films. Sie stimmt ihm zu: wenn sie von den Bewohnern denselben moralischen Standard verlangen würde, müsste sie eine schreckliche Bestrafung verlangen – was sie schließlich von den Schergen des Vaters auch ausführen lässt. Diese brennen Dogville nieder und metzeln alle Bewohner ohne Gnade nieder. Grace selbst erschießt Tom.

## Interpretationen und Anmerkungen
- Der Film ist maßgeblich durch die Ballade von der Seeräuber-Jenny und von Brechts Epischem Theater inspiriert.[3] Nach dem Kritiker James Berardinelli von Reelviews.net sind wohl verschiedene Interpretationen möglich (It (der Film) inspires thought and discussion, and there’s no right answer. One can engage in a verbal sparring match about what von Trier meant… etwa: „Er inspiriert Überlegungen und Diskussionen, und es gibt keine richtige Antwort. Man kann in ein verbales Duell verfallen über das, was von Trier meinte.“)[4]

- Obwohl Grace in dem Rape-and-Revenge-Film vom gesamten Dorfkollektiv ausgebeutet, erniedrigt und von fast allen Männern vergewaltigt wird, ist es keine Geschichte eines vorgezeichneten Abstieges. In dem Bewusstsein, Rache nehmen zu können, erduldet Grace unerträgliche Grausamkeiten, hat jedoch als Tochter des großen Mannes (James Caan) schließlich die Möglichkeit, über die ganze Dorfgemeinschaft zu richten.[2][5]

- In der deutschsprachigen Synchronisation des Films übernahm der Schauspieler Peter Fricke, der später wieder diese Rolle in der Fortsetzung Manderlay spricht, den Part des Erzählers.

- Der Film war als Auftakt einer Trilogie vorgesehen. Ursprünglich sollte Nicole Kidman auch in Manderlay (2005) mitspielen, stattdessen übernahm Bryce Dallas Howard die Rolle der Grace. Der dritte Teil war ursprünglich für das Jahr 2009 geplant, wurde aber noch nicht fertiggestellt.

## Kritiken
- epd Film: „Lars von Trier setzt in ‚Dogville‘ seinen Weg der Reduktion der filmischen Mittel unbeirrbar fort. Vielleicht treibt er damit eine Menge Leute aus dem Kino. Aber diejenigen, die bleiben, können ein kleines Wunder erleben: Ein Kino, das an den Grenzen der Bilder beginnt.“[6]

- Lexikon des internationalen Films: „Dreistündige Theateraufführung, die durch eine faszinierende Kameraarbeit sowie die exzellente Montage die Grenzen des Kinos neu definiert.“[7]

## Filmpreise: Nominierungen und Auszeichnungen
| Preis                                                    | Kategorie                         | Sieger und Nominierte    | Resultat      |
| -------------------------------------------------------- | --------------------------------- | ------------------------ | ------------- |
| Bodil Awards                                             | Bester dänischer Film             | Lars von Trier           | Gewonnen      |
| Bodil Awards                                             | Beste Hauptdarstellerin           | Nicole Kidman            | Nominiert     |
| Bodil Awards                                             | Bester Nebendarsteller            | Stellan Skarsgård        | Nominiert     |
| Robert (Auszeichnung)                                    | Beste Garderobe                   | Manon Rasmussen          | Gewonnen      |
| Robert (Auszeichnung)                                    | Bestes Drehbuch                   | Lars von Trier           | Gewonnen      |
| Robert (Auszeichnung)                                    | Bester Schnitt                    | Molly Marlene Stensgaard | Nominiert     |
| Robert (Auszeichnung)                                    | Bester Film                       | Lars von Trier           | Nominiert     |
| Robert (Auszeichnung)                                    | Beste Kamera                      | Anthony Dod Mantle       | Nominiert     |
| Robert (Auszeichnung)                                    | Bestes Produktionsdesign          | Peter Grant              | Nominiert     |
| Robert (Auszeichnung)                                    | Bester Nebendarsteller            | Stellan Skarsgård        | Nominiert     |
| Robert (Auszeichnung)                                    | Bester Regisseur                  | Lars von Trier           | Nominiert     |
| Internationale Filmfestspiele von Cannes                 | Palme d’Or                        | Lars von Trier           | Nominiert     |
| Europäischer Filmpreis                                   | Beste Kamera                      | Anthony Dod Mantle       | Gewonnen      |
| Europäischer Filmpreis                                   | Bester Film                       | Lars von Trier           | Nominiert     |
| Europäischer Filmpreis                                   | Bester Regisseur                  | Lars von Trier           | Nominiert     |
| Europäischer Filmpreis                                   | Bestes Drehbuch                   | Lars von Trier           | Nominiert     |
| Chlotrudis Awards                                        | Bestes Ensemble                   | Ensemble von Dogville    | Nominiert     |
| Chlotrudis Awards                                        | Bestes Drehbuch                   | Lars von Trier           | Nominiert     |
| Premios Goya                                             | Bester europäischer Film          | Lars von Trier           | Nominiert     |
| Russian Guild of Film Critics                            | Beste ausländische Schauspielerin | Nicole Kidman            | Gewonnen      |
| Russian Guild of Film Critics                            | Bester ausländischer Film         | Lars von Trier           | Gewonnen      |
| Sindacato Nazionale Giornalisti Cinematografici Italiani | Bester Regisseur                  | Lars von Trier           | Nominiert     |
| Guldbagge Award                                          | Bester ausländischer Film         | Lars von Trier           | Nominiert     |
| David di Donatello                                       | Bester europäischer Film          | Lars von Trier           | Gewonnen      |
| Copenhagen International Film Festival                   | Ehrenpreis                        | Lars von Trier           | Gewonnen      |
| Cinema Brazil Grand Prize                                | Bester ausländischer Film         | Lars von Trier           | Gewonnen      |
| Cinema Writers Circle Awards, Spain                      | Bester ausländischer Film         | Lars von Trier           | Gewonnen      |
| Gilde-Filmpreis                                          | Bester ausländischer Film         | Lars von Trier           | Zweiter Platz |
| Sofia International Film Festival                        | Bester Film                       | Lars von Trier           | Gewonnen      |

2016 belegte Dogville bei einer Umfrage der BBC zu den 100 bedeutendsten Filmen des 21. Jahrhunderts den 76. Platz.

## Bühnenbearbeitung
Dogville wurde als Theaterstück auf folgenden Bühnen aufgeführt (Auszug):
- Staatstheater Braunschweig (Kleines Haus): ab dem 22. Juni 2006 mit Steffi Harrer in der Rolle der Grace Margaret Mulligan
- Staatstheater Stuttgart: In der Spielzeit 2005/06 unter der Regie von Volker Lösch; eine sehr kontrovers diskutierte Inszenierung, die mit ihrer regionalen Ausrichtung für Aufregung sorgte.
- Wiener Volkstheater: Saison 2006/07.
- Metropol-Theater (München): Jochen Schölch inszenierte das Stück neu.
- Stadttheater Hildesheim: Ab dem 31. März 2007 unter der Regie von Ludmilla Heilig.
- Stadttheater Bremerhaven: In der Spielzeit 2007/2008 wurde es von Wolfgang Hofmann inszeniert.
- Schauspiel Frankfurt: Premiere am 11. April 2014, in der Inszenierung von Karin Henkel.
- Schauspielhaus Köln: In der Spielzeit 2014/2015 unter der Regie von Bastian Kraft inszeniert.
- Pfalztheater Kaiserslautern: Premiere am 25. Februar 2017, inszeniert von Dominik von Gunten.
- Landestheater Linz: In der Spielzeit 2018/2019 in einer Inszenierung von Stephan Suschke aufgeführt.